# Jun Fukuda (Fußballtrainer)
Jun Fukuda (Fukuda Jun; * 1. Februar 1977) ist ein japanischer Fußballtrainer.

## Karriere
Jun Fukuda übernahm im September 2013 den mongolischen Verein FC Ulaanbaatar. Bei dem Erstligisten stand er bis Anfang Februar 2018 an der Seitenlinie. Am 7. Februar 2018 unterschrieb er in Laos einen Vertrag als Trainer beim Lao Toyota FC, dem heutigen FC Chanthabouly. 2018, 2018 und 2020 feierte er mit dem Verein die laotische Meisterschaft. Den laotischen Pokal gewann er 2019. Mitte Februar 2021 verließ er den Verein. Im Mai 2021 ging er nach Thailand. Hier wurde er beim Erstligisten Samut Prakan City FC Leiter der Nachwuchsabteilung. Im Dezember 2021 ging er nach Buriram, wo er bis Juni 2022 als Co-Trainer an der Seite des Japaners Masatada Ishii arbeitete. Am Ende der Saison feierte er mit Buriram die Meisterschaft. Zu Beginn der Saison 2022/23 wurde er Cheftrainer beim thailändischen Zweitligisten Chiangmai FC. Nach einer Saison wurde sein Vertrag im Juni 2023 verlängert. Nachdem er sein erstes Ligaspiel der Saison 2023/24 verloren hatte, trat er von seinem Amt zurück.

## Erfolge
Lao Toyota FC
- Laotischer Meister: 2018, 2019, 2020
- Laotischer Pokalsieger: 2019